# Megamind
Megamind è un film d'animazione del 2010 diretto da Tom McGrath.
Prodotto dalla Dreamworks Animation e doppiato in originale da Will Ferrell, David Cross, Tina Fey, Jonah Hill e Brad Pitt.

## Trama
Il supercriminale Megamind e il suo arcinemico, il supereroe Metro Man, sono entrambi alieni che furono inviati sulla Terra da bambini prima che i loro vicini pianeti venissero risucchiati in un buco nero. I due atterrano a Metro City contemporaneamente, Metro Man in una villa, mentre Megamind in una prigione. I due frequentano la stessa scuola, ma mentre Metro Man è molto apprezzato dai suoi compagni di classe, Megamind è vittima di bullismo da parte di tutti, per i robot che costruisce e che causano problemi, finché non si rende conto che il suo scopo è quello di essere un supercriminale, scatenando una rivalità tra lui e Metro Man, difensore della città. Megamind viene sempre assistito da Minion, il suo buffo braccio destro, una creatura simile a un pesce che gli è stata data da sua madre, che vive e agisce dall'interno di un gorilla meccanico.
Un giorno, durante l'inaugurazione del museo dedicato a Metro Man, dopo aver rapito per l'ennesima volta la reporter Roxanne "Roxy" Ritchi, grande ammiratrice e amica del supereroe, Megamind intrappola quest'ultimo con l'inganno in un osservatorio abbandonato, la cui struttura contiene rame, e gli vuole lanciare contro un enorme raggio alimentato dall'energia del sole; mentre però, inizialmente, sembra che il raggio impieghi troppo tempo a caricarsi, causando a Megamind una figuraccia, Metro Man rinchiuso si trova in difficoltà e rivela che il suo punto debole è sempre stato il rame, sbalordendo il supercriminale; un attimo dopo, il raggio lo colpisce provocando un'esplosione e la morte dell'eroe (di cui restano solo lo scheletro e il mantello), sancendo la vittoria di Megamind, che ottiene il controllo della città.
Dopo diverse settimane, però, Megamind comincia ad annoiarsi e a sentire la mancanza del vecchio nemico. Una sera, l'alieno, non sopportando più la nostalgia, decide di far esplodere la statua di Metro Man nell'atrio del museo dedicato a quest'ultimo, ma si accorge della presenza di Roxy, anche lei al museo. Per non farsi vedere in pigiama, il criminale usa il suo orologio mutaforma e scannerizza il custode Bernard. Tramutatosi in quest'ultimo, lo disidrata per nasconderlo, trasformandolo in un cubetto pieno di uno strano liquido azzurro.
Lui e Roxy iniziano a parlare e lasciano il museo assieme prima che il posto esploda, ma un dialogo con la ragazza fa capire a Bernard/Megamind di poter creare un nuovo eroe da combattere. Così, il giorno dopo, l'alieno e uno scettico Minion riescono a ricreare i poteri di Metro Man, estraendoli da un frammento di forfora preso dal mantello dell'eroe e mettendoli in una pistola da usare per dare i poteri a qualcuno. Megamind riceve una telefonata di Roxy in cerca di Bernard e scopre che questa è fuori dal suo nascondiglio: ritrasformatosi nel custode, l'alieno esce e la raggiunge non visto, ma nel tentativo di farla uscire ottiene l'effetto contrario. Nel laboratorio, dopo una serie di eventi sfortunati e trasformazioni Megamind/Bernard, la pistola spara l'unico colpo che ha nella cartuccia, che colpisce per errore Hal, il cameramen di Roxy rimasto fuori dal covo ad aspettarla, dando così a lui i poteri.
Una volta fuori, Roxy e Hal se ne tornano a casa dopo aver salutato Bernard, che tornato Megamind li segue con Minion sulla loro auto invisibile fino a casa del ragazzo, che nel frattempo manifesta i poteri ottenuti, divenendo muscoloso e forte come lo era Metro Man. Megamind, trasformandosi in una specie di strano ometto umanoide, afferma ad Hal di essere il suo "Padrino Spaziale" e inizia ad allenarlo, dandogli il nome di Titan (a suo dire, unico nome senza diritti d'autore). Nel frattempo, sotto le mentite spoglie di Bernard, lo stesso Megamind inizia a frequentare la reporter e finsce con l'innamorarsi di lei, ricambiato. La sera prima del primo duello con Hal, e in procinto di andare a un appuntamento con Roxanne, Megamind litiga con Minion, rivelando di non voler più essere cattivo e lasciando trapelare il suo amore per la reporter. Minion, scioccato dalle due notizie, abbandona Megamind e sparisce dalla circolazione.
Quella sera stessa, Titan va a far visita a Roxy, sperando così di conquistarla, essendo anch'egli innamorato di lei, ma al rifiuto della ragazza, questi si allontana deluso. All'appuntamento con Bernard, durante un bacio, Roxy preme per sbaglio l'orologio di Bernard e, scoperto che era sempre stato Megamind, lo lascia, andandosene sconvolta e infuriata. Il giorno dopo, Megamind, con il cuore spezzato, decide di riprendere la sua vita da cattivo e va a trovare Titan per battersi con lui, ma poiché l'eroe non si presenta al combattimento, Megamind si reca nel suo appartamento e scopre che Hal possiede numerosi oggetti di valore; quest'ultimo rivela all'alieno di averli rubati, e che lui voleva essere un eroe soltanto per far colpo su Roxy, ma dopo il suo rifiuto ha pensato che quel ruolo fosse inutile, quindi ora vuole dominare Metro City, e chiede a Megamind di collaborare con lui.
Deluso dal fallimento del piano, Megamind gli rivela di essere lui stesso il suo "Padrino Spaziale" che gli ha dato i poteri, e al contempo l'intellettuale che ha visto al ristorante con Roxanne. Tanto basta a far infuriare Titan, con cui Megamind inizia a combattere tramite un enorme robot: sconfitto facilmente da Titan, Megamind si aspetta di tornare alla vecchia vita, fatta di scontri e arresti. Ma Titan invece che arrestarlo intende ucciderlo e Megamind usa i suoi assistenti robot per intrappolare il giovane in una grossa sfera di rame, che gli dà solo il tempo di scappare lasciando poi Titan libero di spadroneggiare su Metro City.
Non capendo perché il rame non ha funzionato e non ricordando dove ha lasciato l'auto invisibile con dentro la speciale pistola che può anche togliere i poteri, Megamind persuade Roxy a portarlo nel covo di Metro Man, per cercare degli indizi. Questa lo porta alla loro vecchia scuola dove, in un nascondiglio sotterraneo, scoprono che Metro Man è in realtà ancora vivo. Quest'ultimo racconta loro che, annoiato dalla monotonia delle sue giornate e sentendo di non aver mai potuto scegliere cosa fare della sua vita, ha inscenato la sua morte per scomparire dalle scene e ricominciare da zero come musicista di successo, fingendo che il rame fosse la sua debolezza e lasciando uno scheletro finto col suo mantello.
Nonostante le proteste di Roxy per l'imbroglio e la richiesta di Megamind di proteggere la loro città, l'eroe rifiuta di intervenire, ma dice a Megamind di cercare la sua vera strada. Deluso dal suo ennesimo fallimento, Megamind, nonostante Roxy lo sproni a reagire e ad affrontare Titan insieme a lei, afferma di non poter fare nulla, perché si ritiene il cattivo che non vince mai, e decide di consegnarsi alla giustizia, tornando così in prigione.
Roxy prova quindi a far ragionare Hal, ma questi, ignorando le sue suppliche, la lega sulla cima della Metro Tower, e sfida in diretta TV Megamind. Disperato, Megamind chiede al direttore della prigione di uscire, e si scusa di tutto davanti a lui, affermando anche di aver trattato male Minion. Il direttore si rivela essere Minion trasformato, che perdona il suo amico e lo aiuta a fuggire. Grazie ai suoi mini robot e a una moto volante, Megamind salva Roxy e i due scappano inseguiti da Titan, che scaraventa contro di loro la cima della Metro Tower, colpendo la moto. Sopravvissuti all'atterraggio d'emergenza, in loro soccorso arriva Metro Man, che mette subito in fuga Titan. Quando però Roxy si avvicina a Megamind per aiutarlo, quest'ultimo si scopre essere Minion, in quanto in realtà il vero Megamind è trasformato in Metro Man. Titan però lo scopre a causa di un suo errore di pronuncia della città, e dopo aver distrutto l'armatura che Megamind usava per volare e per la superforza, lo scaraventa in aria, proprio quando aveva recuperato la pistola per togliere i poteri ad Hal. Megamind però vede sotto di sé una fontana, e l'alieno si spara con la pistola disidratante trasformandosi anche lui in un cubetto di liquido azzurro, cadendo così in acqua evitando di sfracellarsi. Appena reidratato, recupera la pistola, con la quale neutralizza Titan, facendolo tornare Hal, e salva poi Minion, la cui boccia si era rotta nello scontro, buttandolo nella fontana.
Megamind conquista quindi il cuore di Roxy, e comincia a riparare i danni della battaglia, divenendo il nuovo eroe di Metro City: la città gli inaugura un nuovo museo, e tutti festeggiano lanciandosi in un ballo collettivo, mentre Hal sconta la sua pena nel carcere in cui era tenuto Megamind, e Metro Man, nascosto tra la folla, osserva felice il suo ex nemico, ora divenuto un eroe. 
Una scena dopo i crediti mostra Minion lavare i pantaloni di Megamind in lavatrice, idratando il vero Bernard, il cui cubo è rimasto lì.

## Personaggi
- Megamind (doppiato da Will Ferrell in originale e da Roberto Pedicini in italiano): è il protagonista del film. Ha la pelle blu, un'enorme testa calva, grandi occhi verdi e un piccolo pizzetto nero sul mento. Quando aveva solo otto giorni di vita, i suoi genitori lo misero in una navicella insieme a Minion per salvarlo dalla distruzione del loro pianeta. Atterrato sulla Terra, cresce nel carcere di Metro City educato dai carcerati, maturando una distorta concezione di etica e morale. Fin dal suo primo incontro con Metro Man, i due sono acerrimi rivali fin dai tempi della scuola, per cui Megamind si convince che essere il "ragazzo cattivo" sia la sua strada, e così, per anni, combatte battaglie che Metro Man vince immancabilmente. Megamind è un inventore geniale e molto intelligente, ma la sua mancanza di vita sociale lo rende inesperto delle nozioni comuni ed idealista sul concetto di bene e male: nonostante i suoi piani criminali, che consistono per lo più in rapine, terrorizzare e danneggiare la città, Megamind non immagina che un suo avversario possa fare di peggio di fermare e arrestarlo, e nel profondo nasconde una grande insicurezza e senso di solitudine, che cerca di colmare facendo l'unica cosa per cui crede di essere portato, ossia essere un criminale anche con molta scena, e difficilmente ammette di avere torto. Tuttavia proprio per la sua forte moralità, e il fatto di non essere affatto di animo malvagio, dopo aver apparentemente ucciso Metro Man e innamorandosi di Roxanne (con cui si fidanzerà alla fine del film) comincia a mettere in discussione le proprie idee: all'inizio pensa di smettere con il crimine, poi, quando rifiutato da Roxanne, di ritornarvi, perché è ciò che gli riesce meglio, poi sente di non poter fermare Titan anche se spaventato dalla sua violenza. Alla fine, scioccato dalla violenza e immoralità del nuovo cattivo, dispiacendosi dei propri errori, e non volendo che siano la città e Roxanne a pagarli, ferma Titan, capisce che essere un eroe è il suo vero scopo nella vita e diventa il nuovo eroe di Metro City.
- Roxanne Ritchi (doppiata da Tina Fey in originale e da Stella Musy in italiano): è la protagonista femminile del film, è una giovane reporter intelligente e coraggiosa, che viene salvata da Metro Man ogni volta Megamind la rapisce, in quanto come altri la considera la fidanzata dell'eroe. Considera quest'ultimo un "cattivo" fondamentalmente innocuo e prevedibile essendo abituata ai suoi scarsi piani "malvagi". Dopo l'apparente morte di Metroman, un'incredula Roxanne prima si rassegna ai crimini di Megamind, poi dicendo che "gli eroi non nascono, si creano" pensa di cominciare a lavorare per scoprire i segreti dell'alieno; intanto si innamora di Bernard, e appena scoperto che si tratta di Megamind lo abbandona. Dopo che Hal diventa malvagio, accetta con riluttanza di aiutare Megamind e rimane scandalizzata dall'imbroglio di Metro Man e dal rifiuto di questo di salvare la città da Titan. Al termine della storia scopre la vera natura di Megamind: intelligente, buono, sensibile, altruista ed eroico, e si fidanzerà con quest'ultimo.
- Minion (doppiato da David Cross in originale e da Nanni Baldini in italiano): è l'assistente e migliore amico di Megamind. È una specie di piranha che vive in una boccia di vetro e ha un corpo meccanico da gorilla simile a quello di Ro-Man, per aiutare Megamind nelle sue avventure. È spesso fedele al suo capo, ma sa opporsi a lui quando crede che Megamind sbagli. Più tardi pretende delle scuse da Megamind e insieme a lui ferma Titan, finendo con il condividere con il suo protetto il ruolo di successivo difensore della città.
- Hal Stuart/Titan (doppiato da Jonah Hill in originale e da Stefano Crescentini in italiano): è il principale antagonista del film. All'inizio è il goffo e impacciato cameraman di Roxanne, della quale è segretamente innamorato; in seguito Megamind lo trasforma per sbaglio nel nuovo supereroe di Metro City, e, accontentatosi di ciò, lo addestra travestito da "Padrino Spaziale" e gli affibbia il soprannome di "Titan". Inizialmente si adopera per diventare un supereroe, con lo scopo di conquistare il cuore di Roxanne, ma dopo che questa gli fa sapere di non ricambiare i suoi sentimenti, Hal risponde con violenza, dicendosi che il lavoro di eroe non porta a nulla: dice con orgoglio a Megamind di aver rubato diversi oggetti di valore, il che fa capire la sua immoralità di fondo, e Hal afferma di volersi alleare con Megamind per impadronirsi della città. Alla scoperta dell'inganno dell'alieno, lo fa scappare e prende la decisione drastica di essere un supercattivo, minacciando anche Roxanne di morte. Alla fine dopo un lungo scontro, Titan viene sconfitto da Megamind, che gli toglie i poteri e lo consegna alla giustizia.
- Metro Man (doppiato da Brad Pitt in originale e da Adriano Giannini in italiano): è l'eroe di Metro City, autoproclamatosi tale da quando ha preso a scontrarsi con Megamind: in realtà, adorato fin da ragazzino, è egocentrico e arrogante, e prende per lungo tempo la sua carriera di eroe come scontata. Tuttavia, rendendosi conto di non poter scegliere liberamente cosa fare nella propria vita, durante una delle loro sfide Metro Man inscena il suo decesso per abbandonare la vita dell'eroe per sempre ed essere un musicista chiamato "Music Man", giusto per mantenere la M. Si rifiuterà di intervenire contro Titan, abbandonando ancora una volta chi credeva in lui, ma riesce comunque a dare un prezioso consiglio al suo ex-nemico, spronandolo a trovare la sua strada e ad essere un eroe. Quando Megamind verrà celebrato come il nuovo protettore di Metro City assisterà al suo trionfo con entusiasmo.
- Bernard (doppiato da Ben Stiller in originale e da Vittorio Guerrieri in italiano): è un uomo comune che lavora nel museo dedicato a Metro Man, e appare come un tipo annoiato e senza sentimenti. Megamind usa il suo aspetto per nascondersi a Roxanne e poi per allacciare una relazione con lei.

## Produzione
Nel 2007, Ben Stiller fu avvicinato per il ruolo di Megamind in un film d'animazione provvisoriamente intitolato Master Mind, titolo poi cambiato in Oobermind nel maggio 2009 in seguito cambiato definitivamente in Megamind. Dopo che Stiller declinò l'offerta, partecipando invece al film come produttore esecutivo insieme a Stuart Cornfeld, andando ad affiancare le produttrici Lara Breay e Denise Nolan Cascino. Robert Downey Jr. fu provinato per la parte ma, a causa di alcuni conflitti lavorativi, fu obbligato ad abbandonare il film in favore di Will Ferrell. Stiller ebbe, comunque, un piccolo ruolo nel film, prestando la voce a Bernard, il guardiano del museo di Metro Man.
Nell'agosto 2009, Alan J. Schoolcraft e Brent Simons furono incaricati della realizzazione della sceneggiatura, mentre nel frattempo venivano confermati Will Ferrell, David Cross, Tina Fey, Jonah Hill e Brad Pitt come doppiatori.

## Colonna sonora
La colonna sonora è stata pubblicata su etichetta Lakeshore Records.
1. Bad to the Bone - George Thorogood
2. Highway to Hell - AC/DC
3. Crazy Train - Ozzy Osbourne
4. Mr. Blue Sky - Electric Light Orchestra
5. Back in Black - AC/DC
6. Bad - Michael Jackson
7. Welcome to the Jungle - Guns N' Roses
8. Cobrastyle - Teddybears
9. Alone Again (Naturally) - Gilbert O'Sullivan

## Promozione
Un primo trailer fu pubblicato in rete il 18 marzo 2010, e poi come allegato per Dragon Trainer. Un secondo filmato promozionale fu allegato alle copie di Shrek e vissero felici e contenti il 21 maggio, e in seguito alle proiezioni selezionate di Toy Story 3 - La grande fuga, Cattivissimo me e L'apprendista stregone. Un terzo trailer più lungo, della durata di 4 minuti, fu presentato all'edizione 2010 del Comic-Con di San Diego. Qui alla presentazione del film Will Ferrel si è mostrato con disinvoltura al pubblico, vestito da Megamind: costume sartoriale, vernice blu sul viso e un enorme casco blu sulla testa..

## Distribuzione
Il film esce disponibile anche in tridimensionale il 5 novembre 2010 nelle sale cinematografiche statunitensi. In Italia l'uscita è avvenuta il 17 dicembre 2010.

## Accoglienza

### Incassi
Il film ha incassato 148415853 $ in Nord America e 173469912 $ nel resto del mondo, per un totale di 321885765 $.

### Critica
Il film ha ricevuto recensioni generalmente positive da parte della critica; fu elogiato per la grafica, la trama, i personaggi e per la performance del cast, ma criticato per la scarsa originalità. Sul sito Rotten Tomatoes detiene un 73% di gradimento basato su 183 recensioni professionali, con un voto medio di 6.7 su 10, mentre su Metacritic ha un punteggio del 63 su 100, basato sul parere di 33 critici.

## Altri media

### DVD
Al lungometraggio è associato un breve seguito di 13 minuti, Megamind - Il bottone col botto (Megamind - The Button of Doom), che è una piccola avventura che Megamind e Minion vivono nel loro primo giorno di attività di eroi di Metro City.

### Fumetti
Nel 2010 la Dreamworks ha pubblicato un fumetto in 5 albi che narra alcune avventure di Megamind, Minion e Roxanne che si svolgono dopo le vicende lungometraggio: 4 con il semplice titolo Megamind e l'ultimo Megamind: the Blue and Bold. Solo alcune di queste storie sono state tradotte in italiano, diffuse dalla GP publishing. Un altro che è Megamind - The Prequel, sempre del 2010, racconta alcuni scontri fra Metro Man e Megamind, quindi è un antefatto del film.

### Videogiochi
Il videogioco, sequel del film, s'intitola Megamind La resa dei conti ed è disponibile per le console Wii (Megamind: Un mega team scatenato) Nintendo DS e PlayStation Portable (Megamind: Il difensore in blu) Xbox 360 e PlayStation 3 (Megamind: La resa dei conti). Il protagonista e Minion devono affrontare di nuovo Hal/Titan e un altro gruppo di supercriminali, il Sindacato Catastrofe (Syndicate of D.O.O.M.).

### Serie animata
Il 1º febbraio 2024 è stata annunciata una serie animata sul personaggio, Megamind Rules! che ha debuttato sulla piattaforma streaming Peacock il 1º marzo dello stesso anno. Pilota della serie è un lungometraggio sequel del film, Megamind vs. the Doom Syndicate i cui antagonisti sono dei supercriminali con lo stesso nome del gruppo del videogioco, ma diversi da loro.